# Camilo Mayada
Camilo Sebastián Mayada Mesa (ur. 8 stycznia 1991 w Sauce) – urugwajski piłkarz, prawy obrońca. Posiada również obywatelstwo argentyńskie. Obecnie zawodnik CA Peñarol.